# Erla Stefánsdóttir
Erla Stefánsdóttir (* 6. Dezember 1935; † 5. Oktober 2015 in Island) war eine isländische Klavierlehrerin, Autorin sowie nach eigener Aussage Medium und Spezialistin zum Thema Huldufólk („Verborgenes Volk“, wozu unter anderem Elfen und Trolle zählen). Die mittlerweile verbreitete Bezeichnung Elfenbeauftragte geht auf einen vom Autor und Künstler Wolfgang Müller in der Jahresendausgabe (30. Dezember 1995) der Frankfurter Rundschau zuerst geprägten Ausdruck zurück, sie entspricht keiner dauerhaften offiziellen Funktion in Island.

## Hintergrund

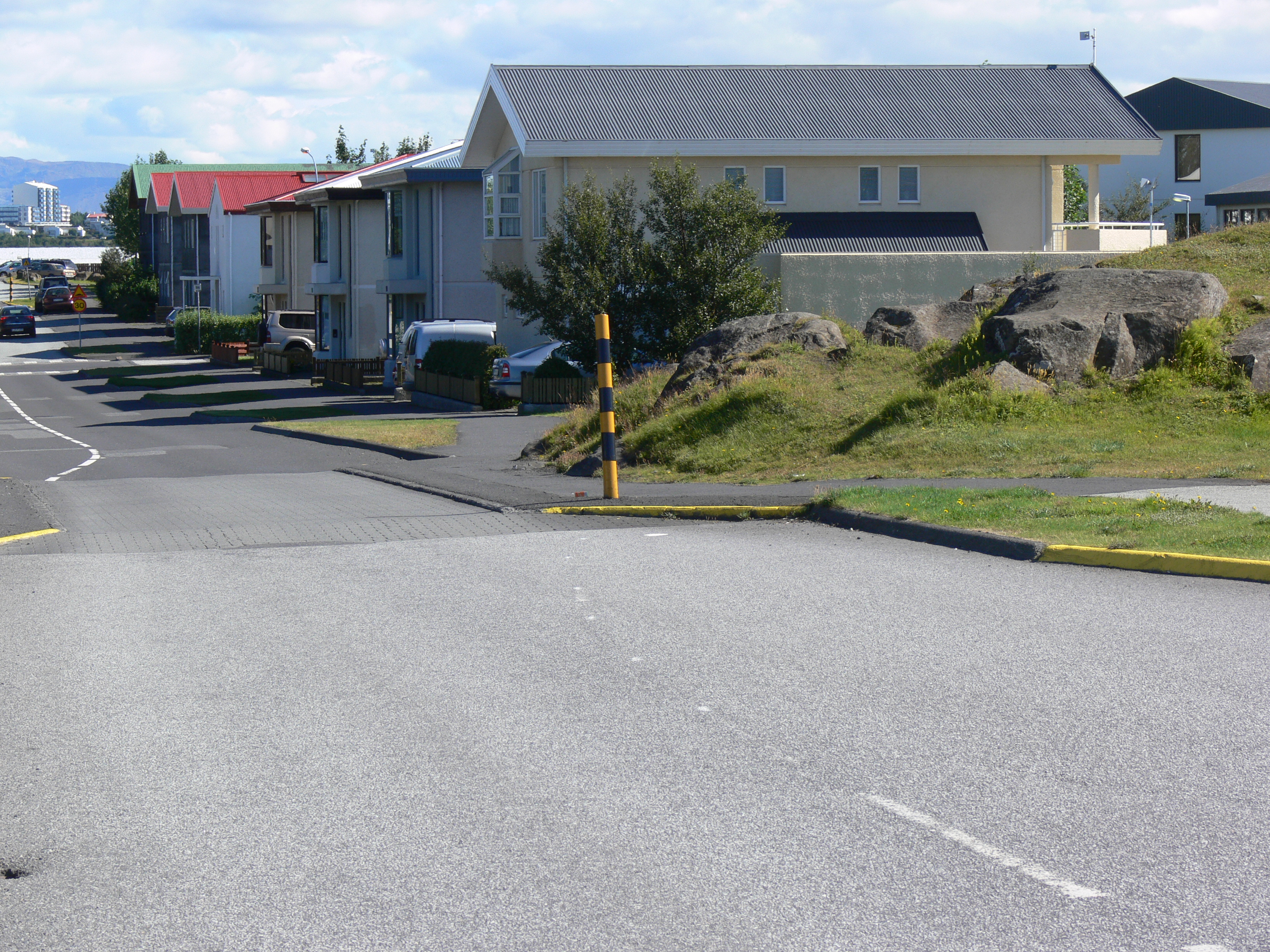
Der Elfenhügel in Kópavogur mit der Straßenverengung.

Es gehört zum isländischen Baugenehmigungsverfahren, zu prüfen, ob durch ein Bauvorhaben Kulturgut beschädigt wird. Zu den Kulturgütern zählen auch Geländeformationen wie große Steine oder Felsen, die in der isländischen Folklore als „von Elfen bewohnt“ angesehen werden. Das kann der Fall sein, wenn zum Beispiel alte Märchen oder Erzählungen existieren, die dies annehmen. In solchen Fällen wird ein externes Gutachten von einer Person eingeholt, die als elfenkundig betrachtet wird. Zu diesem Personenkreis gehörte Erla Stefánsdóttir, die nach eigenen Angaben hellsichtig (isl. skyggn) war. Sie wurde – von der Stadt Reykjavík, von Bauämtern anderer Städte und von Privatpersonen – hin und wieder mit der Erstellung solcher Gutachten beauftragt. Sie war aber nicht hauptamtlich als Gutachterin zum Thema Huldufólk tätig und es gibt auch keine Amtsfunktion dafür.
Je nach den räumlichen Gegebenheiten kann als Folge solcher Gutachten etwa ein geplanter Straßenabschnitt modifiziert werden und bestimmte Felsen werden von Baumaßnahmen nicht angetastet. Der wohl bekannteste Fall einer Straßenverengung wegen eines „Elfenfelsens“ ist der Álfhólsvegur („Elfenhügelweg“) in Kópavogur. Dort ist vor dem Haus Nr. 125 eine Straßenverengung, weil ein solcher Felsen in die Fahrbahn hineinragt. Ein weiteres Beispiel findet man in der Stadt Grundarfjörður: Zwischen den Häusern Nr. 82 und Nr. 86 der Hauptstraße liegt ein großer Felsen, der den Raum der Hausnummer 84 einnimmt.
Erla Stefánsdóttir beschäftigte sich nebenher damit, das Vorkommen von Lichtfeen, Gnomen und Trollen zu beobachten, aufzuzeichnen und zu katalogisieren. Die Orte, an denen das Medium feinstoffliche Geister vermutete, sind in ihren faltbaren „Elfenkarten“ von Ísafjarðarbær und Hafnarfjörður katalogisiert und mit Legenden markiert. Sie gab auch Ratschläge, wie und ob dort gebaut werden könne und solle. Im Jahr 2004 veröffentlichte Erla Stefánsdóttir ein umfangreiches Buch in isländischer Sprache, das ihr gesammeltes Elfenwissen enthielt.
Durch den von Wolfgang Müller konstruierten Begriff „Elfenbeauftragte“, den er als Nummer 599 in sein Werkverzeichnis fügte, wurde die hauptberufliche Klavierlehrerin anschließend insbesondere durch die deutschen Medien in Deutschland bekannt. Müllers Interview und seine Vorträge über Island haben der Klavierlehrerin zu großer Prominenz verholfen. Im Herbst 2007 wurden Erlas Lebensweisheiten erstmals in deutscher Sprache unter dem Titel „Lífssýn mín – Lebenseinsichten der isländischen Elfenbeauftragten“ in einem einschlägigen Verlag veröffentlicht.
In seinem Buch Neues von der Elfenfront – Die Wahrheit über Island schildert Müller in der Saga von der Elfenbeauftragten die Geschichte, wie die deutschen Medien aus seiner „Elfenbeauftragten“ in reiner Sensationsgier schließlich eine „Elfenministerin“ schufen und beschreibt, angeregt durch Erlas Aussage: „Elfen gibt es überall – auch in Berlin!“ eine ungewöhnliche Trassenumleitung wegen „gewisser Vorkommen“ an der S-Bahn in Berlin in Text und Bild.

## Werke
- Lífssýn mín. Reykjavík 2003, ISBN 9979-60-901-X.
- deutsche Übersetzung: Lífssýn mín: Lebenseinsichten der isländischen Elfenbeauftragten. übersetzt von Hiltrud Hildur Guðmundsdóttir. Neue Erde, Saarbrücken 2007, ISBN 978-3-89060-264-6.
- Örsögur. Sigrún Lilja, 2010, ISBN 978-9979-70-735-6.
- Erlas Elfengeschichten: die »isländische Elfenbeauftragte« erzählt. übersetzt von Hiltrud Hildur Guðmundsdóttir. Neue Erde, Saarbrücken 2011, ISBN 978-3-89060-593-7.